# Monica Prasad

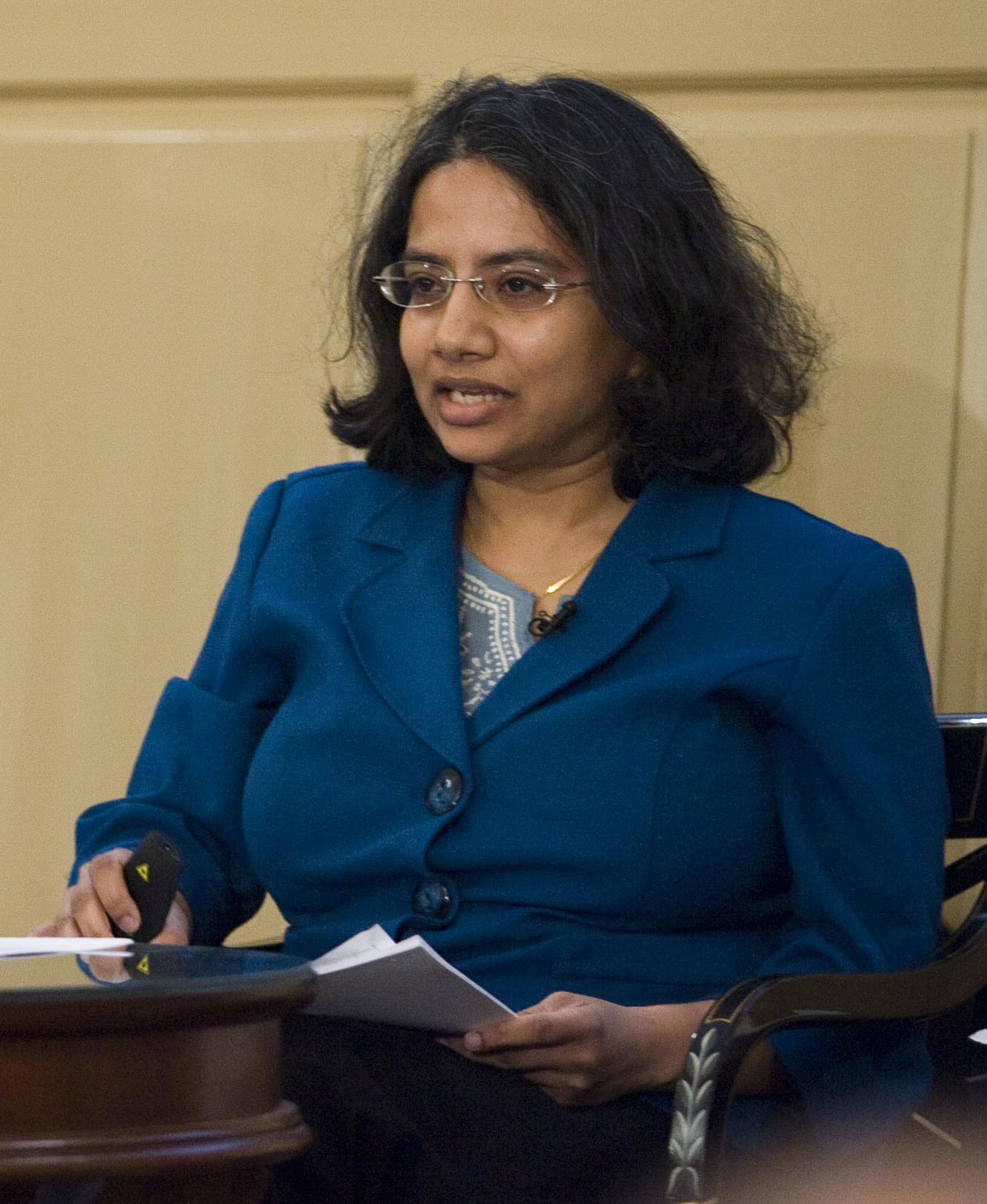
Monica Prasad (2011)

Monica Prasad (* 1971) ist eine US-amerikanische Soziologin und Professorin an der Northwestern University. Ihre Forschungsinteressen gelten der Wirtschaftssoziologie, Historischen Soziologie und Politischen Soziologie. Aktuell (Stand 2022) forscht sie
zu den wirtschaftlichen Folgen einer marktorientierten Sozialpolitik in Europa. Außerdem untersucht sie den Aufbau von Staaten und die Entwicklung leistungsorientierter Bürokratien in den heutigen Entwicklungsländern.
Prasad machte das Bachelor-Examen (Englisch und Religionswissenschaft) 1991 an der Yale University und einen ersten Master-Abschluss (Literarisches Schreiben) 1993 an der Johns Hopkins University. Ein zweites Master-Examen folgte 1995 an der University of Chicago (Soziologie), dort wurde sie 2000 zur Ph.D. promoviert.
Im Mai 2024 wurde ihr der Siegfried Landshut-Preis 2023 des Hamburger Instituts für Sozialforschung zugesprochen, die Verleihung findet Ende Juni statt.

## Schriften (Auswahl)
- The politics of free markets. The rise of neoliberal economic policies in Britain, France, Germany, and the United States. University of Chicago Press, Chicago 2006, ISBN 978-0-22667-902-0.
- Starving the beast. Ronald Reagan and the tax cut revolution. Russell Sage Foundation, New York 2018, ISBN 978-0-87154-692-0.
- The land of too much. American abundance and the paradox of poverty. Harvard University Press, Cambridge 2012, ISBN 978-0-67406-652-6.
- Herausgegeben mit Isaac William Martin und Ajay K. Mehrotra: The new fiscal sociology. Taxation in comparative and historical perspective. Cambridge University Press, New York 2009, ISBN 978-0-52173-839-2.